# Douglas Nelson
Douglas Edward Nelson –conocido como Doug Nelson– (Englewood, 25 de mayo de 1959) es un deportista estadounidense que compitió en judo. Ganó dos medallas de bronce en los Juegos Panamericanos en los años 1983 y 1987.

## Palmarés internacional
| Juegos Panamericanos | Juegos Panamericanos          | Juegos Panamericanos | Juegos Panamericanos |
| Año                  | Lugar                         | Medalla              | Categoría            |
| -------------------- | ----------------------------- | -------------------- | -------------------- |
| 1983                 | Caracas (Venezuela)           | Medalla de bronce    | +95 kg               |
| 1987                 | Indianápolis (Estados Unidos) | Medalla de bronce    | +95 kg               |